# اگراهرا، سیرا
اگراهرا، سیرا (به انگلیسی: Agrahara, Sira) یک منطقهٔ مسکونی در هند است که در کارناتاکا واقع شده‌است.